# 台灣啤酒

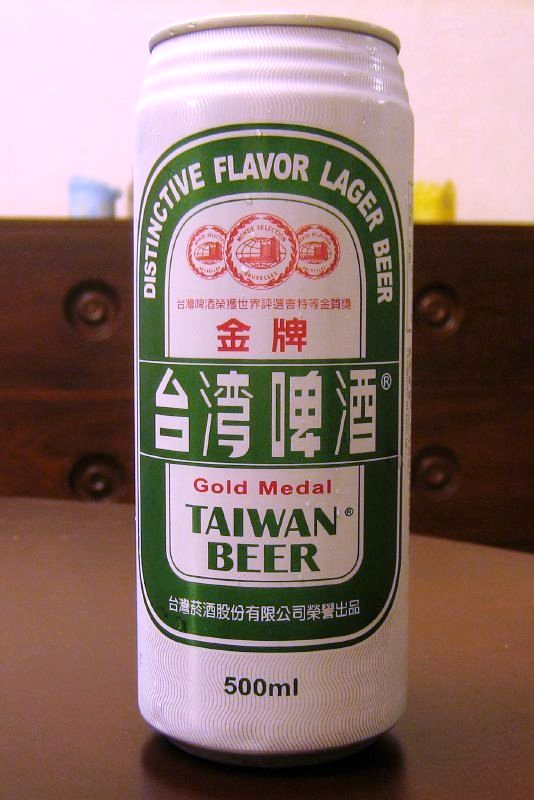
鋁罐裝金牌台灣啤酒

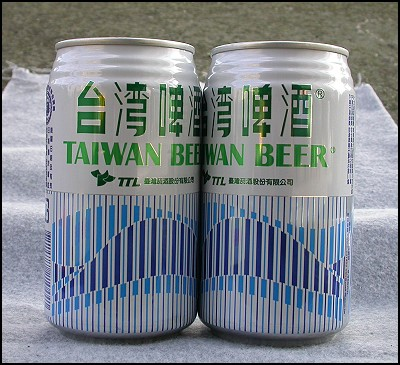
鋁罐裝台灣啤酒

台灣啤酒，簡稱台啤，是由財政部100%持股的公營事業台灣菸酒股份有限公司所發售的啤酒品牌，原名「高砂麥酒」，1945年改名為「台灣啤酒」，為台灣最受歡迎的啤酒品牌之一，飲用族群包含上班族、青年等。 

## 歷史

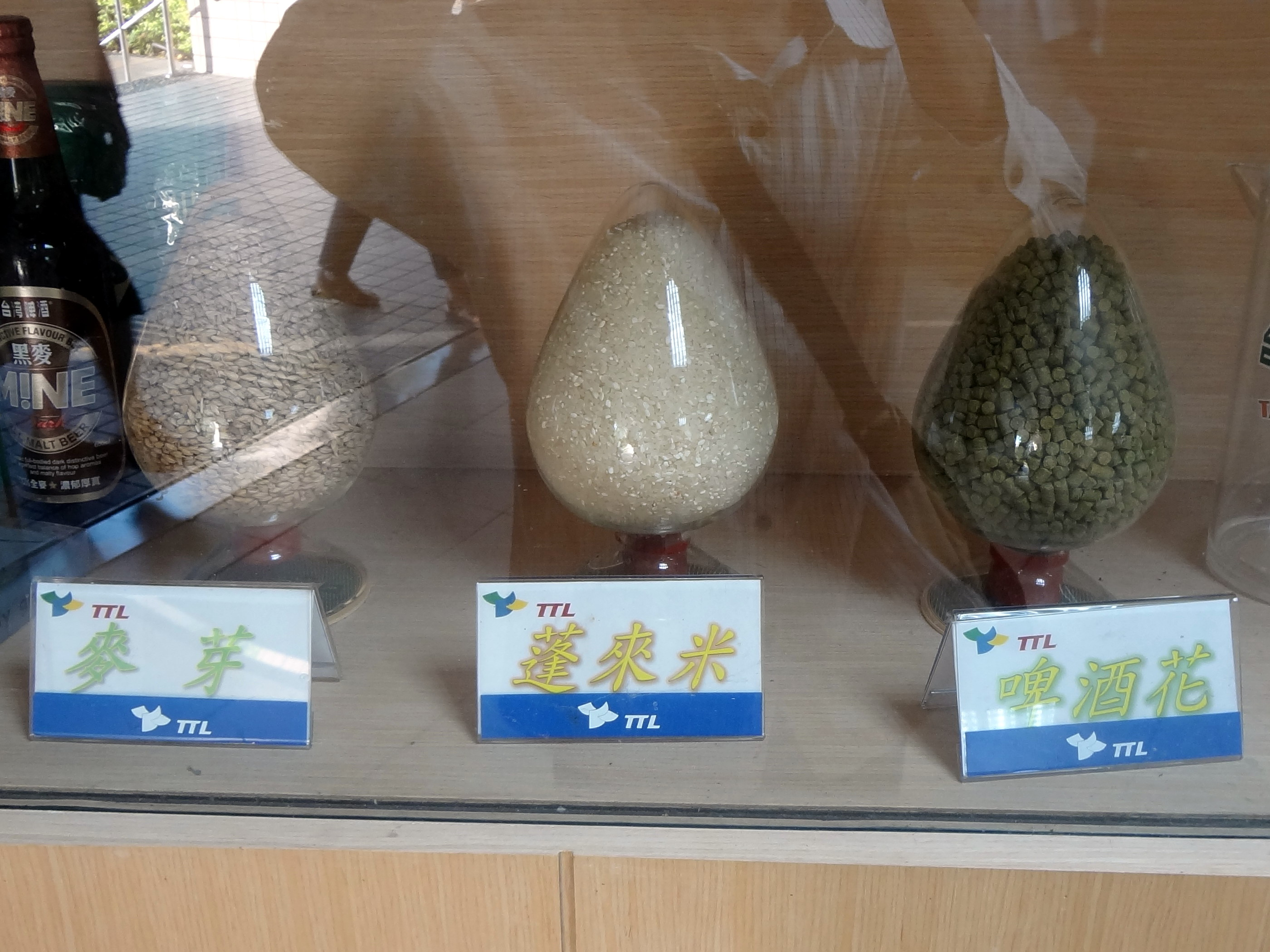
台啤三大原料：麥芽、蓬萊米、啤酒花

台灣啤酒最早是在台灣日治時代1919年由高砂麥酒株式會社首釀，當時稱為「高砂生啤酒」（高砂生ビール）。當時新成立的台灣省菸酒公賣局接收並改為「台北第二酒廠」，並將「高砂生啤酒」改名為「台灣啤酒」。1975年，台北第二酒廠更名為「建國啤酒廠」。
台灣啤酒配方最早來自德國技師，是一種拉格啤酒，獨特的風味來自釀造過程添加的蓬萊米。飲用方式通常是冰過後搭配台灣小吃。此外台啤贏得過數個國際獎項，包括了1977年的the International Monde Selection、2002年的the Brewing Industry International Awards。
雖然積極於外銷，但是除了台灣和海外台灣人社群外，台啤的能見度不高。2000年後，因洋酒攻占市場，台啤形象又過於老氣，故進行一連串更新運動：例如旗下的籃球隊命名為台灣啤酒隊，電視廣告由年輕一輩的歌手如張惠妹、伍佰、蔡依林等代言與演唱主題曲。

## 啤酒廠
- 台北啤酒工廠：台灣最早的啤酒廠，前身為建國啤酒廠。目前朝向「台北啤酒文化園區」規劃。
- 苗栗竹南啤酒廠：面積、產能最大，管理台北啤酒工廠。專門生產台灣啤酒、台灣生啤酒。
- 台中烏日啤酒廠：2003年，研發出金牌台灣啤酒相關系列。每年舉辦烏日啤酒文化觀光節。
- 台南善化啤酒廠：銷售啤酒相關產品，常搭配台南特產清燙牛肉湯舉辦行銷活動。

## 衍生商品
- 經典台灣啤酒（原高砂麥酒）
- 金牌台灣啤酒
- 18天台灣生啤酒
- 台灣啤酒 M!NE（全麥啤酒）
- 台灣啤酒 黑M!NE（黑麥啤酒）

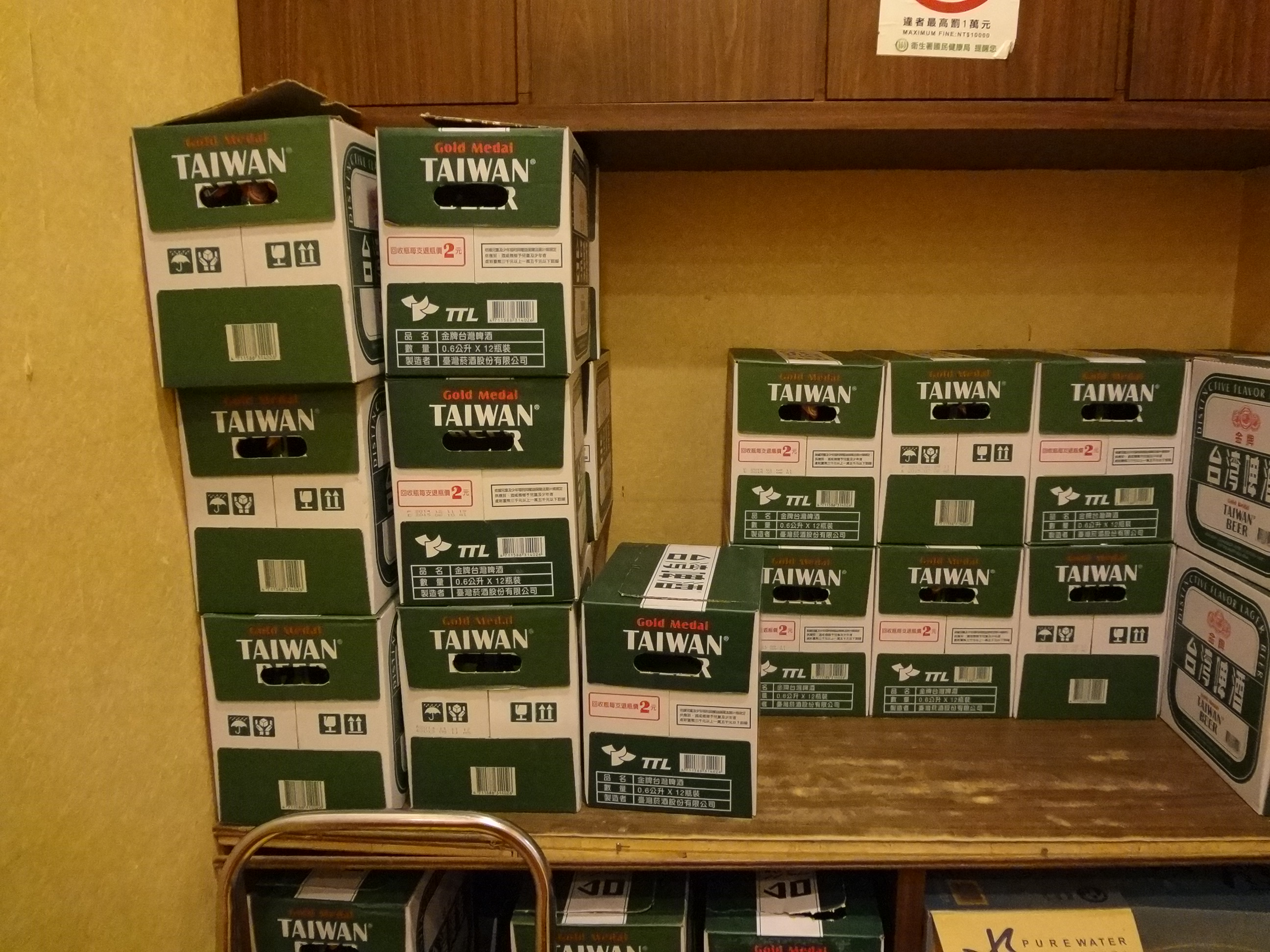
金牌台灣啤酒紙盒堆

- 台灣啤酒果微醺 (荔枝、白葡萄、青蘋果、深葉、草莓)
- 台灣啤酒四季限定微醺系列 (春綠、夏密、秋柚、冬戀)
- 台灣啤酒水果系列 (鳳梨、芒果、柳丁、紅葡萄、青梅)
- 台灣啤酒 蜂蜜啤酒
- 台灣啤酒 小麥啤酒
- 台灣啤酒 PREMIUM
- 台灣啤酒 PREMIUM 特釀·向陽IGA
- 台啤特釀·淬 (2020限定)
- 金牌 Free (無酒精啤酒)
- 桶裝啤酒
- 爽啤酒
- 特釀研究室·金色年華 (限定釀造)
- 北啤小麥 (北廠限定)
- 台啤xOMAR 波本桶陳IPA (北廠限定)
- 台灣啤酒微醺D調 (香蘋、蜜桃、青梅、白葡萄)
- 少年狼啤酒（WOLF BEER）

## 代言人
- 伍佰
- 六甲樂團
- 張震嶽
- 張惠妹
- 楊培安
- 羅志祥
- 蕭敬騰
- 蘇打綠
- 蔡依林
- 陳意涵
- 陳柏霖
- 陳建州
- 藍正龍
- 宥勝
- 周渝民
- 林依晨
- 王力宏
- 趙又廷
- 劉以豪
- 五月天
- 陳嘉樺
- 韋禮安
- 茄子蛋

## 外部連結
- 台灣啤酒 （页面存档备份，存于）
  - 台灣啤酒的Facebook專頁
  - 台灣啤酒的Instagram帳戶
  - YouTube上的台灣啤酒頻道
- 台灣菸酒股份有限公司 （页面存档备份，存于）